# Richard Price (Schriftsteller)
Richard Price (* 12. Oktober 1949 in New York City) ist ein US-amerikanischer Schriftsteller und Drehbuchautor. Er ist auch als Schauspieler in kleinen Rollen tätig und produzierte einige Filme mit.

## Leben und Wirken
Price wuchs als Kind einer jüdischen Familie der Mittelklasse in einer Sozialsiedlung von Bronx auf, studierte an der Cornell University, später an der Columbia University New York.
1974 veröffentlichte er seinen ersten Roman The Wanderers, seither folgten sieben weitere.
Price wurde von Anfang an für seine realistischen Dialoge gefeiert, so dass Hollywood frühzeitig auf ihn aufmerksam wurde, wo er seit 1986 regelmäßig Drehbücher – hauptsächlich für Thriller und realistische Polizeifilme sowie Fernsehserien – schreibt. Seine Erzählungen und Essays erschienen in der New York Times, im Esquire Magazine, New Yorker, der Village Voice oder im Rolling Stone.
Er lebt mit seiner Familie in New York.

## Auszeichnungen
- 1987 Oscar-Nominierung Bestes Drehbuch für Die Farbe des Geldes
- 1995 Oscar-Nominierung (zusammen mit Spike Lee) Bestes adaptiertes Drehbuch für Clockers
- 1999 American Academy of Arts and Letters Award in Literature
- 2009 Mitglied der American Academy of Arts and Letters[1]
- 2011 Krimi des Jahres 2010 (Platz 2) in der KrimiWelt-Bestenliste für Cash
- 2016 Deutscher Krimi Preis (Platz 1, international) für Die Unantastbaren

## Werke

### Romane
- 1974 The Wanderers.
  - Kai Molvig: Scharfe Zeiten. Rowohlt, Reinbek bei Hamburg 1976, ISBN 3-498-05229-2.
- 1976 Bloodbrothers.
- 1978 Ladies Man.
- 1992 Clockers.
  - Peter Torberg: Söhne der Nacht. Bertelsmann, München 1992. ISBN 3-570-01787-7.
  - Peter Torberg: Clockers. S. Fischer, Frankfurt am Main 2011, ISBN 978-3-10-060828-4.
- 1998 Freedomland.
  - Malte Krutzsch: Das Gesicht der Wahrheit. Goldmann, München 2000, ISBN 3-442-30832-1.
- 2003 Samaritan.
- 2008 Lush Life.
  - Miriam Mandelkow: Cash. S. Fischer, Frankfurt am Main 2010, ISBN 978-3-10-060810-9.[2]
- 2015 The Whites. (unter dem Verfassernamen Harry Brandt)
  - 2015 Miriam Mandelkow: Die Unantastbaren. S. Fischer, Frankfurt am Main 2015. ISBN 978-3100024169

### Drehbücher
- 1986: Die Farbe des Geldes (The Color of Money)
- 1986: Streets of Gold (zusammen mit Heywood Gould und Tom Cole; Regie: Joe Roth)
- 1987: Michael Jackson – Bad (Kurzfilm)
- 1989: New Yorker Geschichten (New York Stories)
- 1989: Sea of Love – Melodie des Todes (Sea of Love)
- 1992: Night and the City
- 1993: Sein Name ist Mad Dog (Mad Dog and Glory)
- 1995: Kiss of Death
- 1995: Clockers (zusammen mit Spike Lee; Regie: Spike Lee)
- 1996: Kopfgeld (Ransom)
- 2000: Shaft – Noch Fragen? (Shaft)
- 2006: Das Gesicht der Wahrheit (Freedomland)
- zwischen 2004 und 2008 für 5 Episoden der Fernsehserie The Wire: Took (2008); Corner Boys (2006); Home Rooms (2006); Moral Midgetry (2004); All Due Respect (2004)
- 2012: NYC 22 (Fernsehserie)
- 2015: Kind 44 (Child 44)
- 2016: The Night Of – Die Wahrheit einer Nacht (The Night Of, Miniserie)
- 2017–2018: The Deuce (Fernsehserie)
- 2020: The Outsider (Fernsehserie)

### Verfilmungen
- 1979: The Wanderers, Regie: Philip Kaufman
- 1995: Clockers, Regie: Spike Lee
- 2006: Das Gesicht der Wahrheit